# Joo Jin-mo
Park Jin Tae (en hangul, 주진모) (11 de agosto de 1974), conocido como Joo Jin-mo, es un actor surcoreano.

## Biografía
Estudió en la Universidad Nacional de Incheon.
En febrero del 2017 anunció que estaba saliendo con la actriz china Zhang Li, sin embargo en marzo del 2018 se anunció que la pareja se había separado.

## Carrera
Jin-mo comenzó su carrera artística en dramas de televisión y algunos papeles menores en películas. 
En 1998 obtuvo su primer papel como protagonista principal en la película Dance Dance donde dio vida a Jun-young, para la película Jin-mo tuvo que entrenarse duro con clases de baile. 
Ese mismo año se unió al psicodrama Happy End donde interpretó a Kim Il-beom, un amante rechazado. La película obtuvo buenas críticas y atrajo la atención internacional del público.
En 2000 participó en la cinta experimental Real Fiction de Kim Ki-duk donde interpretó a Kim Han-sik. La película fue rodada en 3 horas y media sin ninguna repetición.
En 2001 se unió a la exitosa película Musa: The Warrior ambientada en el siglo XVI en China, donde dio vida a Choi Jung. En la película compartió créditos con Zhang Ziyi. 
En 2004 regresó a la gran pantalla con la comedia Liar la cual estuvo basada en 'Run For Your Wife' de Ray Cooney, en ella interpretó a Jeong Man-cheol.
El 27 de julio de 2009 se unió al elenco principal de la serie Dream donde dio vida a Nam Jae-il.
El 28 de octubre de 2013 se unió al elenco principal de la serie Empress Ki donde interpretó a Wang Yoo, hasta el final de la serie el 29 de abril de 2014.
El 29 de noviembre de 2015 se unió al elenco principal de la serie This is My Love (también conocida como "Beloved Eun-dong") donde interpretó a Ji Eun-ho/Park Hyun-soo, hasta el final de la serie el 18 de julio de 2015.
El 26 de septiembre de 2016 se unió al elenco principal de la serie Woman with a Suitcase donde dio vida a Ham Bok-geo, hasta el final de la serie el 15 de noviembre del mismo año.
El 16 de diciembre de 2017 se unió al elenco principal de la serie Bad Guys: City of Evil donde interpretó a Heo Il-hoo, un exmafioso violento que renuncia después de un trágico incidente, hasta el final de la serie el 4 de febrero de 2018.

## Filmografía

### Películas
| Año  | Título                   | Rol                              |
| ---- | ------------------------ | -------------------------------- |
| 1998 | Dance Dance              | Jun Young                        |
| 1999 | Happy End                | Kim Il Beom                      |
| 2000 | Real Fiction             | Kim Han Sik                      |
| 2001 | Musa: The Warrior        | Choi Jung                        |
| 2001 | Wanee & Junah            | Jun Ha                           |
| 2004 | Liar                     | Jeong Man Cheol                  |
| 2006 | Puzzle                   | Ryu                              |
| 2006 | 200 Pounds Beauty        | Han Sang Jun                     |
| 2007 | A Love                   | Chae In Ho                       |
| 2008 | A Frozen Flower          | El rey                           |
| 2010 | A Better Tomorrow        | Kim Hyuk                         |
| 2012 | Gabi                     | Ilyich                           |
| 2013 | Friend: The Great Legacy | Lee Chul Joo                     |
| 2022 | In Our Prime             | profesor Oh (aparición especial) |

### Series de televisión
| Año         | Título                 | Personaje                   | Canal    | Notas        |
| ----------- | ---------------------- | --------------------------- | -------- | ------------ |
| 1999        | Sad Temptation         | Shin Joon Young             | KBS 2TV  |              |
| 2000        | Look Back in Anger     | Lee Dong Hoon               | KBS 2TV  | 18 episodios |
| 2003        | Punch                  | Lee Han Sae                 | SBS      |              |
| 2005        | Fashion 70's           | Kim Dong Young              | SBS      | 28 episodios |
| 2006        | Queen of the Game      | Lee Shin Jeon / Chase       | SBS      |              |
| 2006        | Bichunmoo              | Liu Zhen He (Yoo Jin Ha)    | GDTV     |              |
| 2009        | Dream                  | Nam Je Il                   | SBS      | 20 episodios |
| 2013        | Flowers in Fog         | Qi Yuan                     | Hunan TV |              |
| 2013        | Empress Ki             | Wang Yoo                    | MBC      | 51 episodios |
| 2015        | Mi amada Eun Dong      | Ji Eun Ho / Park Hyun Soo   | jTBC     | 16 episodios |
| 2016        | Woman with a Suitcase  | Ham Bok-geo                 | MBC      | 16 episodios |
| 2017 - 2018 | Bad Guys: City of Evil | Heo Il-hoo / Lee Myung-deuk | OCN      | 16 episodios |

### Teatro
| Año  | Título             | Personaje    | Notas           |
| ---- | ------------------ | ------------ | --------------- |
| 1997 | Taxi Driver        |              |                 |
| 2015 | Gone with the Wind | Rhett Butler | junto a Seohyun |

### Anuncios
| Año  | Título            | Notas |
| ---- | ----------------- | ----- |
| 2007 | Beer Cass Red Obi |       |
| 2007 | South Korea Thai  |       |
| 2006 | Landscape Sunset  |       |

## Premios
- 2000 Daejong Award (por Happy End)